# Ellen Marion Delf
Ellen Marion Delf-Smith FLS (de soltera Delf, 1883-1980) fue una algóloga, botánica inglesa.

## Biografía
Fueron sus padres Thomas William Herbert Delf, secretario, y Catherine Mary Bridges. Concurrió al James Allen's Girls' School, antes de estudiar historia natural en el Girton College, Cambridge. Estuvo allí de 1902 a 1906, mantenida con una beca Clothworkers, y ganó marcas de primera clase en ambas partes de la tripos, especializándose en botánica.
Después de completar sus estudios en Cambridge Delf tomó un puesto en Westfield College, Universidad de Londres. Tuvo la tarea de establecer la enseñanza de la botánica en la universidad. A pesar de que la universidad no tenía dinero para el equipo o para los técnicos y una mala recolección de especímenes, se las arregló para recaudar fondos para equipar mejor el laboratorio. Sus esfuerzos llevaron a la Universidad a aprobar el laboratorio Westfield en preparar a los estudiantes para los exámenes de grado en botánica en 1910 y para licenciaturas en 1915; además fue reconocida como profesora de la universidad en 1910. Durante el período de 1911 a 1916 estudió fisiología vegetal, específicamente transpiración. Ganó su D.Sc. en Londres en 1912 y regresó a Girton en 1914 como investigadora.
Delf trabajó como asistente de investigación en el Instituto Lister de Medicina Preventiva a partir de diciembre de 1916 a enero de 1920. Sus estudios trataban del contenido vitamínico de los alimentos, incluyendo raciones militares, la investigación necesaria para la campaña de Mesopotamia. En 1920 ocupó un puesto temporal para investigar nutrición, específicamente contenidos de vitamina C, de las dietas de los trabajadores de las minas en la zona de Johannesburgo, y como resultado "su salud se mejoró sustancialmente ". También pasó tiempo en Ciudad del Cabo estudiando algas marinas.
En 1921 regresó a Westfield como profesors de botánica y permaneció allí durante el resto de su carrera. En 1939, se convirtió en jefa del Dto. de botánica y gestionó su traslado a Oxford durante la Segunda Guerra Mundial. Se retiró en 1948, pero continuó trabajando en Westfield como mayordoma jardinera. Más tarde sirvió en el consejo y entre 1950 a 1955 fue presidenta de la Asociación de exalumnas; en 1955 fue elegida miembro honorario. Era miembro de la Sociedad Linneana. En 1928 se casó con el artista Percy John Smith, tomando el apellido Delf-Smith. Encontraron intereses comunes en el dibujo y la jardinería y tuvo un matrimonio feliz, pero Smith murió en 1948. Delf-Smith murió el 23 de febrero de 1980 a los noventa y siete.

## Algunas publicaciones
- 1925. The influence of storage in the antis- curvy value of fruits and vegetables juices. The Biochemical J. pp. 141

- 1921. Studies in Experimental Scurvy, with Special Reference to the Antiscourbutic Properties of Some South African Food-stuffs. Public. of the S. African Institute for medical res. 1 (14) Ed. South Afric. Institute

### Libros
- ellen marion Delf, margaret r. Michell, george f. Papenfuss. 1921. The Tyson Collection of Marine Algae. Ed. Cambridge Univ. Press, 122 pp.

- -----------------------. 1912. Transpiration in Succulent Plants. Reimpreso Academic Press, 33 pp.

## Honores

### Membresías
- Sociedad Linneana de Londres

- La abreviatura «Delf» se emplea para indicar a Ellen Marion Delf como autoridad en la descripción y clasificación científica de los vegetales.[4]